# О неблагодарном
«О неблагодарном» (лат. In ingratum) — условное название стихотворения римского поэта Гая Валерия Катулла, включённого в состав посмертного сборника («Книги Катулла Веронского») под номером 73. Стихотворение представляет собой короткое наставление в духе Феогнида: автор объясняет, не называя по имени адресата, что ни от кого не стоит ждать верности и благодарности.
Некоторые исследователи полагают, что Катулл здесь обращается к Публию Альфену Вару (адресату стихотворения № 30, «К Альфену, неверному другу») или к Руфу из стихотворения № 77 («К Руфу, о его неблагодарности»), которого обычно отождествляют с Марком Целием Руфом. Однако обе версии считаются произвольными.